# Wladimir Loginowski
Wladimir Alexandrowitsch Loginowski (russisch Владимир Александрович Логиновский; * 8. Oktober 1985 in Petropawl, Kasachische Sozialistische SSR, Sowjetunion) ist ein kasachischer Fußballtorwart.

## Karriere
Seine Profikarriere begann im Jahre 2002 beim kasachischen Erstligisten Qysylschar Petropawl, wo er insgesamt acht Saisons spielte. Nach dem Abstieg des Vereines wechselte der Torwart zu Beginn der Saison 2010 zu Schetissu Taldyqorghan.
Wladimir Loginowski gehörte zum Kader des kasachischen Nationalteams. Sein erstes Länderspiel absolvierte er am 7. Oktober 2011 im Qualifikationsspiel zur EM-2011 gegen Belgien.

## Erfolge
- Kasachischer Meister: 2014, 2015